# Armínio Fraga
Armínio Fraga Neto (Rio de Janeiro, 20 de julho de 1957) é um economista brasileiro, que possui também a nacionalidade norte-americana. Ex-presidente do Banco Central do Brasil e sócio-fundador da Gávea Investimentos, é um dos economistas mais influentes do Brasil.
Fraga é, ou já foi, membro de diversas organizações internacionais incluindo o Group of Thirty (Grupo dos Trinta), o Conselho Internacional do banco JP Morgan, o Conselho do China Investment Corporation, o Council on Foreign Relations (CFR), a Junta de Assessores ao Presidente do Foro de Estabilidade Financeira, a Junta Assessora de Pesquisas do Banco Mundial, o Diálogo Interamericano e a Junta de Diretores de Pro-Natura dos Estados Unidos.
Armínio é membro da ilustre família pernambucana Souza Leão, sendo trineto do barão de Morenos.

## Formação e trajetória profissional
Armínio Fraga é graduado em Economia pela Pontifícia Universidade Católica do Rio de Janeiro (PUC-RJ). Durante a graduação, em 1976, foi estagiário na Atlântica-Boavista Seguros. Obteve seu mestrado em 1981, pela mesma universidade. Mais tarde, em 1984, foi estagiário na Divisão de Finanças Internacionais da Reserva Federal (FED), em Washington, D.C. Em 1985, obteve o título de doutor em Economia pela Universidade Princeton, com a tese Empréstimos Internacionais e Ajuste Econômico.
Entre 1985 e 1988, lecionou no Departamento de Economia PUC-RJ e na Escola de Pós-Graduação em Economia da Fundação Getúlio Vargas (FGV). Entre 1988 e 1989, foi professor assistente visitante do Departamento de Finanças da Wharton School da Universidade da Pensilvânia, nos EUA, e, entre 1993 e 1999, professor adjunto de Assuntos Internacionais na Universidade Columbia em Nova York.
Paralelamente, já em 1985, começara a atuar no mercado financeiro, como economista-chefe e gerente de operações do Banco de Investimentos Garantia, funções que exerceu até junho de 1988. Entre julho de 1989 e maio de 1991, foi vice-presidente do banco de investimentos Salomon Brothers, em Wall Street. Entre julho de 1991 e novembro de 1992, foi membro e diretor do Departamento de Assuntos Internacionais do Banco Central do Brasil.
Em agosto de 1993, foi contratado como Managing Director do Soros Fund Management LLC (do magnata George Soros), sediado em Nova York, onde permaneceu por seis anos. Lá, Fraga atuou como o principal conselheiro de investimentos do Quantum Group of Funds, unidade de negócios sediada em Curaçao (Antilhas Neerlandesas) e nas Ilhas Cayman, que realizava toda sorte de investimentos em países emergentes, com destaque para hedge funds.
Em março de 1999, deixou a diretoria da Soros Fund Management para voltar ao Banco Central do Brasil, agora como presidente, durante o segundo governo de Fernando Henrique Cardoso. No mesmo ano, recebeu o prêmio de Economista do Ano, da Ordem dos Economistas do Brasil (OEB).
Deixou a presidência do Banco Central em janeiro de 2003 e, alguns meses depois, em agosto, criou a Gávea Investimentos, empresa de gestão de patrimônio e DTVM.
Em maio de 2007, o prêmio Nobel de Economia Joseph Stiglitz apontou Armínio Fraga como um dos economistas qualificados (ao lado de Kemal Dervis) para presidir o Banco Mundial. Dois anos depois, em abril de 2009, Armínio Fraga, foi eleito presidente do conselho de administração da BM&FBOVESPA pelos membros do conselho. No mesmo ano, foi apontado, pela revista Época, como um dos 100 brasileiros mais influentes do ano. Armínio é também membro do Instituto Fernand Braudel de Economia Mundial, sediado em São Paulo.
Em 2010, Fraga vendeu a Gávea Investimentos para a JP Morgan, assumindo porém o compromisso de permanecer à frente da empresa pelos cinco anos seguintes. Em 2015, porém, decidiria recomprar a Gávea.
Em março de 2013, tomou posse como membro do conselho administrativo da Universidade Columbia no Brasil, com sede no Rio de Janeiro.
Em abril de 2014, o candidato a Presidente da República Aécio Neves anunciou que, caso fosse eleito, Fraga seria seu Ministro da Fazenda. No entanto, Aécio foi derrotado por Dilma Rousseff, reeleita no segundo turno das eleições.
Entre os economistas desenvolvimentistas e keynesianos, Armínio Fraga é geralmente considerado como um liberal. Em termos de política econômica para o Brasil, ele defende a autonomia do Banco Central, o câmbio flutuante e o cumprimento de metas de superávit fiscal e de inflação. Ainda segundo Fraga, o aumento do salário mínimo só deve ocorrer quando houver aumento de produtividade. Em maio de 2016, durante entrevista ao programa Roda Viva, da TV Cultura, Fraga mostrou-se contrário à privatização da Petrobrás, inclusive defendendo a injeção de dinheiro público na empresa.

### Desempenho na presidência do Banco Central: controle da inflação
Fraga assumiu o Banco Central (BC) em 1999, quando o fim da chamada "âncora" cambial, que havia sido um dos pilares iniciais do plano de estabilização da economia (Plano Real), provocou pânico entre os agentes econômicos. O "mercado" passou, então, a projetar uma inflação de 20% a 50% para o ano. Apesar dessas expectativas, a inflação de 1999 ficou bem abaixo disso (pouco menos de 9%) e, nos anos seguintes, até 2001, as taxas se mantiveram em queda. Entretanto, quando Armínio Fraga deixou o BC, no final do governo Fernando Henrique, a inflação havia passado dos 12%. Durante seu mandato, as taxas anuais de inflação, medidas pelo IPCA, foram as seguintes: A Associação Brasileira de Economistas pela Democracia
- 8,94%, em 1999
- 5,97%, em 2000
- 7,67%, em 2001
- 12,53%, em 2002

A taxa de inflação média, no período 1999-2002, foi de 8,78%.

## Controvérsias
Em uma palestra do Brazil Conference, realizada nos EUA na Universidade de Harvard e no MIT, em 12 de abril de 2025, Fraga propôs congelar o salário mínimo por seis anos com o objetivo de melhorar as contas da previdência social. A proposta foi muito criticada por economistas. A Associação Brasileira de Economistas pela Democracia (ABED) soltou uma nota de repúdio à essa fala de Armínio Fraga, e sua proposta foi definida como "elitista, cruel e inaceitável".